# 글렌 라이스

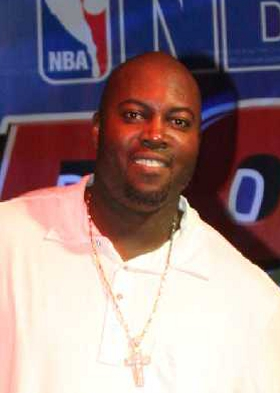

글렌 라이스(Glen Rice, 본명: 글렌 앤서니 라이스 시니어, Glen Anthony Rice Sr., 1967년 5월 28일 ~ )는 전미 농구 협회(NBA)에서 뛰었던 전 미국 프로 농구 선수이다. 스몰 포워드로서 라이스는 NBA 올스타에 세 번 뽑혔고 15년 경력 동안 1,559개의 3점 필드골을 기록했다. 라이스는 대학 및 프로 경력 동안 NCAA 챔피언십과 NBA 챔피언십에서 모두 우승했다. 최근 몇 년 동안 라이스는 플로리다 마이애미에 본사를 둔 지포스 파이츠(G-Force Fights)의 소유자로서 종합 격투기 싸움 프로모션을 시작했다.

## 어린 시절
글렌 앤서니 라이스 시니어(Glen Anthony Rice Sr.)는 1967년 5월 28일 아칸소 주 잭슨빌에서 태어났다. 미시간주 플린트에 있는 플린트 노스웨스턴 고등학교에 다녔으며 그곳에서 농구에 두각을 나타냈다.